# Селиверстов, Юрий Александрович
Юрий Александрович Селиверстов (1923—1993) — генерал-майор государственной безопасности, участник Великой Отечественной войны.

## Биография
Юрий Селиверстов родился 22 января 1923 года в городе Галич (ныне — Костромская область). Окончил девять классов школы. С 1940 года жил в городе Енисейске, работал в газете «Енисейская правда». В 1942 году Селиверстов окончил среднюю школу и был призван на службу в Рабоче-крестьянскую Красную Армию.
Участвовал в боях Великой Отечественной войны, будучи рядовым отдельной роты особого отдела НКВД 5-й танковой армии, затем стал оперуполномоченным СМЕРШ 118-го стрелкового полка 333-й стрелковой дивизии.
В послевоенное время Селиверстов служил в органах государственной безопасности СССР. С 1953 года он находился в командировке в Китае, участвовал в становлении Китайских Вооружённых Сил. В 1959 году Селиверстов окончил Высшую школу КГБ СССР. С 1972 года проживал в Смоленске, занимал должность начальника отдела контрразведки 50-й ракетной армии. В 1986 году он вышел в отставку. Скончался 29 ноября 1993 года, похоронен на Новом кладбище Смоленска.
Почётный сотрудник госбезопасности. Также был награждён орденами Красного Знамени, Отечественной войны 1-й степени, Красной Звезды, «За службу Родине в Вооружённых Силах СССР» 3-й степени, рядом медалей, в том числе иностранными.